# Hansgrundet
Hansgrundet is een Zweeds eiland behorende tot de Lule-archipel in het noorden van de Botnische Golf tussen twee vroegere eilanden Saxskäret en Uddskàr. Deze twee zijn al verbonden door een landtong. Er ontstaat door opheffing van het land een tweede landtong.